# Valami kék (Így jártam anyátokkal)
A Valami kék az Így jártam anyátokkal című televízió-sorozat második évadának huszonkettedik, évadzáró epizódja. Eredetileg 2007. május 14-én vetítették, míg Magyarországon egy évvel később, 2008. december 2-án.
Ebben az epizódban Ted és Robin egy sokkoló titokról fedik fel a fátylat, miközben Lily és Marshall kétségbeesetten próbálnak meg ételt szerezni a saját lagzijukon.

## Cselekmény
Marshall és Lily lagzijában Ted és Robin véletlenül elszólják magukat valami fontos bejelentenivalóról. Barney ezt meghallja, és addig zaklatja őket, míg el nem mondják, mi történt 2-3 héttel korábban.
Akkoriban Ted és Robin éppen a kék kürtös étteremben vacsoráztak, amikor véletlenül kihoznak nekik 2 olyan pohár pezsgőt, amelyikből az egyik alján egy jegygyűrű van. Barney megdöbben, hogy össze fognak házasodni, de Ted elmondja, hogy Robin ugyanúgy megdöbbent. Igazából összecserélték a pezsgőt a szomszéd asztalnál ülő párral, azonban ez elég volt ahhoz, hogy Ted és Robin összevesszenek a házassággal kapcsolatos nézeteiken.
Az étterem tulajdonosa felismerte őket, mint a kék kürt tolvajait, ezért rohanniuk kell. Útközben nekifutnak egy pincérnek, így tiszta szósz lett a ruhájuk. A tulaj csapdába csalja Tedet: a kék kürtért cserébe visszaadja a jogosítványát és a bankkártyáját. Felmennek hát Robin lakására, ahol a vita tovább folytatódik. Robin világot szeretne látni, és elmenni helyekre, mint például Argentína, míg szerinte Ted meg akar állapodni és békésen élni. Kiderül, hogy Ted se feltétlenül állapodna meg és utazgatna a világban Robinnal. Barneynak ez nem tetszik, na nem az utazás miatt, hanem mert egyedül maradna New Yorkban, és Argentína gazdasága egyébként is katasztrofális.
Ezután kiderül, hogy a gyerekvállalásról is vitatkoztak, hiszen Robin nem akar gyerekeket. Viszont aznap este védekezés nélkül lefeküdt Teddel, és Barney úgy tippeli különféle jelekből, hogy Robin terhes. Ez utóbbi tippjéről kiderül, hogy nem igaz.
Már csak Marshall és Lily nászútra indulása után mondják el Barneynak, hogy a szex után döbbentek rá, mennyire másfelé tart az életük. Így pontosan egy évi együttlét után szakítottak. Csak nem szerették volna nagydobra verni, nehogy elvonják a figyelmet az esküvőről. Ted most, hogy újra egyedül maradt, már nem érzi úgy, hogy Robin a Nagy Ő. Jövőbeli Ted szerint így volt a jó, mert mindketten azt kapták az élettől, amit szerettek volna. Robin beutazta a világot, Ted pedig találkozott a feleségével.
Eközben az esküvőn Marshall és Lily egy falatot sem tudtak enni, mert mindig elvitték előlük az összes ételt, miközben fogadták a gratulációkat. Lily ráadásul úgy lerészegedik, hogy majdnem elrontja a rituálét, amikor a feleségnek meg kell etetnie a férjét tortával. Így mikor elindulnak a nászútra, megállnak egy gyorsétteremnél. Marshall ekkor realizálja, hogy Lily a neje, és ez nagy büszkeséggel tölti el.
Az epizód végén Ted végül újra Barney szárnysegédjének szegődik, és Barney megállapítja, hogy ez a nyár "Ferge – most figyelj...".

## Kontinuitás
- Ahogy a "Villásreggeli" című részben utaltak rá, Ted és Robin szembesültek felfogásuk különbözőségével. "A lila zsiráf" című részben Robin elmondta, hogy nem akar megházasodni, "A tej" című részben pedig hogy nem akar gyerekeket.
- "A költözés" című részből kiderült az is, hogy nem tudnak együtt élni, ami az Argentínába utazás akadálya lenne.
- A "Nyílt kártyákkal" című részben Ted és Robin csupa szósz, és a kék kürt sincs már a helyén, előrevetítve az epizód eseményeit.

## Jövőbeli visszautalások
- A következő részben fejezi be Barney a „Ferge – most figyelj – Teges!” mondását.
- Jövőbeli Ted elmondja, hogy Robin járt Argentínában és Japánban is. Mindkét helyszínre eljut a harmadik évad során.
- Robin azt is mondja, hogy szeretne eljutni Marokkóba, Görögországba és Oroszországba. Utóbbiba is eljut a sorozat során.
- Robin az "Örökkön örökké" című epizódban is ugyanígy hallgat arról, hogy a kapcsolata véget ért.
- Ted ebben az epizódban megemlíti, hogy szeretne kimozdulni és jól érezni magát. A harmadik évad első felében sok esetben tapasztal meg nagyon vad dolgokat.
- "A terasz" című részből kiderül, hogy a szakításukhoz Lily mesterkedése is kellett.
- Ted még kétszer lopja el a kék kürtöt, egyszer a "Külön ágyak" című részben, és egyszer az "Örökkön örökké" című részben.

## Érdekességek
- Bár ez Marshall és Lily esküvője, az Eriksen család egyetlen tagját sem mutatják.
- Az epizódban található eljegyzés igazi volt. Mindenki be volt avatva a jelenetben ebbe, kivéve a leendő menyasszonyt, így amikor a pezsgőspoharak átadásra kerültek, sor került egy igazi lánykérésre is.
- Az epizód címe egy utalás arra a szokásra, hogy egy menyasszonynak viselnie kell valami kéket az esküvője napján. Ugyancsak utalás a kék kürtre, illetve a kék szín a pozitív terhességi tesztre is céloz.
- Amikor Robin azt mondja Tednek, hogy ellopott érte egy kék kürtöt, és Ted arra azt válaszolja, hogy egy egész zenekart is ellopott volna neki, ezt a "Reménytelen" című részben is pontosan ugyanúgy mondják el egymásnak, amikor megjátsszák, hogy együtt vannak, Barney kedvéért.

## Vendégszereplők
- K Callan – Lois nagyi
- Marshall Manesh – Ranjit
- Scoot McNairy – gyorséttermi dolgozó
- Mark Cirillo – pincér
- Gattlin Griffith – fiú
- Gary Kraus – esküvői videós
- Jeff Meacham – DJ
- Ron Nicolosi – Mike
- Toni Ann Rossi – 2. pincér

## Zene
- The 88 – No One Here
- Jaymay – Sea Green, DSee Blue

## Fordítás
- Ez a szócikk részben vagy egészben  a   Something Blue (How I Met Your Mother) című angol Wikipédia-szócikk ezen változatának fordításán alapul.  Az eredeti cikk szerkesztőit annak laptörténete sorolja fel. Ez a jelzés csupán a megfogalmazás eredetét és a szerzői jogokat jelzi, nem szolgál a cikkben szereplő információk forrásmegjelöléseként.| - m - v - sz « előző Így jártam anyátokkal 2. évad következő »                                                                                                                                                                                                                                                                                                                                                       | - m - v - sz « előző Így jártam anyátokkal 2. évad következő » |
| --- | -------------------------------------------------------------- |
| - Az Így jártam anyátokkal epizódjainak listája |                                                                |
| - Hol is tartottunk? - A skorpió és a varangy - Villásreggeli - Ted Mosby, az építész - A világ legjobb párosa - Jogi praktikák - Swarley - Atlantic City - A pofogadás - Szingliszellem - Hogyan lopta el Lily a karácsonyt - Először New Yorkban - Oszlopok - A hétfő esti meccs - A szerencsepénz - Cuccok - Arrivederci, Fiero - A költözés - A legénybúcsú - Nyílt kártyákkal - Valami kölcsönvett - Valami kék |                                                                || - m - v - sz Így jártam anyátokkal | - m - v - sz Így jártam anyátokkal                                                                  | - m - v - sz Így jártam anyátokkal |
| ---------------------------------- | --------------------------------------------------------------------------------------------------- | ---------------------------------- |
| Epizódok                           | - 1. - 2. - 3. - 4. - 5. - 6. - 7. - 8. - 9. évad                                                   |                                    |
| Szereplők                          | - Ted Mosby - Marshall Eriksen - Robin Scherbatsky - Barney Stinson - Lily Aldrin - Tracy McConnell |                                    |
| Filmzene                           | - How I Met Your Music                                                                              |                                    |
| Kapcsolódó sorozat                 | - Így jártam apátokkal                                                                              |                                    |